# Leroy & Stitch
Leroy & Stitch è il quarto e ultimo film d'animazione con protagonisti Lilo e Stitch.
La pellicola ha debuttato negli Stati Uniti d'America in televisione su Disney Channel il 23 giugno 2006 ed è stato poi riproposto su Toon Disney il 26 giugno successivo. L'edizione DVD è uscita invece il giorno successivo, il 27 giugno. In Italia è stato pubblicato direttamente in home video il 17 gennaio 2007.

## Trama
Il film conclude la serie televisiva animata di Lilo & Stitch.
Sulla Terra, Lilo ha trovato il posto giusto per tutti gli esperimenti (a parte 625, rimasto con Gantu sulla nave) e per tale impresa, lei insieme a Stitch, Jumba e Pleakley viene convocata dal consiglio galattico per una premiazione: Lilo viene nominata ambasciatrice della Terra e guardiana degli esperimenti, Stitch riceve il titolo di capitano dell'armata galattica (ruolo un tempo rivestito da Gantu) e di comandante della nuovissima astronave G.C.R. (Grande Caccia Rosso), Pleakley viene nominato sovrintendente dell'Università degli Studi sul Pianeta Terra e a Jumba vengono restituite le chiavi del suo laboratorio. Lilo però non vuole separarsi dai suoi cari amici e loro, non volendo che lei sia triste, decidono di rinunciare ai propri incarichi per restare sulla Terra insieme a Lilo.
Dopo un breve periodo, comunque, la bambina comprenderà che deve lasciarli andare per permettergli d'inseguire i loro sogni. Lilo lascia a Stitch un collare con un ciondolo hawaiano per ricordarsi di lei. Nel frattempo, Gantu libera l'ignobile dottor Jaques von Hamsterviel abbandonando 625 al suo destino con la nave schiantata.
La sequenza successiva vede Jumba, Pleakley e Stitch raggiungere il loro rispettivo incarico, Pleakley entusiasta scopre che lì all'università pendono tutti dalle sue labbra e gli hanno riservato un posto esclusivo per la navicella. Stitch, eccitato, collauda il G.C.R incaricato di assicurare i criminali galattici alla giustizia e Jumba ritorna nel suo laboratorio, rimasto uguale a come lo aveva lasciato, e comincia a lavorare a una versione perfezionata di 626.
Poco dopo, però, l'entusiasmo di Stitch, Pleakley e Jumba si affievolisce e si accorgono che gli mancano i loro amici: Stitch osserva il ciondolo di Lilo; Jumba, all'inizio entusiasta per aver fatto progressi con il suo nuovo esperimento, chiama a voce Pleakley di correre a vedere, ma realizza che ora è solo; Pleakley vede che il suo ruolo non è così fondamentale e che gli manca Jumba, per cui gli telefona.
Intanto Gantu, scappato con von Hamsterviel, raggiunge il laboratorio di Jumba, dove lo costringono a lavorare sull'esperimento per farlo diventare come Stitch, ma senza la sua debolezza per l'acqua. Jumba, cercando di sabotare Hamsterviel, escogita un diversivo mettendo una canzone come punto debole, dicendo a Hamsterviel che la canzone serve a rendere più cattivo l'esperimento. Poco dopo Jumba riceve la telefonata di Peakley, ma è costretto ad essere cattivo con lui.
Stitch, intanto, è venuto a conoscenza dell'evasione di Hamsterviel e si mette in rotta per il laboratorio di Jumba per catturare lui e Gantu. Jumba nel frattempo ha finito l'esperimento, che è una sorta di Doppelgänger rosso e gemello malvagio di Stitch, chiamandolo Leroy. Quando Stitch arriva al laboratorio, intima ad Hamsterviel di arrendersi, ma il nuovo esperimento si scaglia contro di lui, e dopo una breve lotta, Leroy vince a causa di Peakley che, arrivando, distrae Stitch facendolo perdere. Jumba, Peakley e Stitch vengono imprigionati, per poi assistere impotenti come Hamsterviel crei un'armata di cloni di Leroy, ed in seguito vengono tutti e tre spediti in un buco nero.
Lilo, preoccupata per il fatto che Stitch non si è fatto più sentire, va da 625 (ribattezzato Reuben) per poter comunicare con Stitch attraverso l'astronave di Gantu, in quanto è l'unica ad avere uno schermo di comunicazione intergalattico. Gantu dice a Leroy di tramutarsi in Stitch, e rispondendo al trasmettitore Leroy si camuffa perfettamente convincendo anche Reuben; Lilo nota però che non ha il suo collare, e capisce che non è lui, così Leroy chiude la trasmissione sparando allo schermo.
Al palazzo del Consiglio, ormai conquistato da Hamsterviel e Leroy, Lilo e Reuben vengono catturati da Gantu che poi li libera quando viene licenziato da Hamsterviel a causa dei continui fallimenti. Così Lilo e Reuben, insieme a Stitch, Jumba e Pleakley (scampati al buco nero dove Hamsterviel li aveva indirizzati), raggiungono la Terra, alle Hawaii, dove il Leroy originale ha catturato tutti gli esperimenti e li ha imprigionati nell'Alohapalooza Stadium per permettere ad Hamsterviel di polverizzarli con il cannone del GCR.
Inizia la lotta fra Stitch e Leroy: inizialmente Stitch ha la meglio, ma la situazione peggiora con l'arrivo di Hamsterviel e dell'esercito di cloni, scatenando una battaglia contro Stitch e i suoi cugini nello stadio. Gli esperimenti stanno perdendo, ma a Jumba viene un'idea: lui ha programmato Leroy per disattivarsi ascoltando la canzone Aloha Oe. Lilo, Stitch e Reuben si mettono a cantare, seguiti da tutti gli altri. Leroy e i suoi cloni si bloccano e Hamsterviel viene catturato.
Riconvocati dal Consiglio, Stitch, Jumba e Pleakley decidono di tornare sulla Terra: Stitch si è reso conto di sentir troppo la mancanza di Lilo, Pleakley non vuole più essere "un insegnante che non insegna" (all'Università aveva il ruolo di mero supervisore) e Jumba si è reso conto che non c'è gusto a fare i suoi esperimenti da "genio del male" senza amici con cui vantarsene. Gantu accetta di riassumere il suo vecchio incarico di capitano a condizione di avere Reuben come ufficiale di cambusa.
Nel finale, il dottor Hamsterviel torna nuovamente in prigione, ma in un'ala speciale: lui al centro degli innumerevoli Leroy.

## Doppiaggio
| Personaggio                   | Doppiatore originale     | Doppiatore italiano |
| ----------------------------- | ------------------------ | ------------------- |
| Lilo Pelekai                  | Daveigh Chase            | Lilian Caputo       |
| Stitch                        | Chris Sanders            | Larry Kapust        |
| Leroy                         | Chris Sanders            | Larry Kapust        |
| Nani Pelekai                  | Tia Carrere              | Maura Cenciarelli   |
| Jumba Jookiba                 | David Ogden Stiers       | Paolo Lombardi      |
| Pleakley                      | Kevin McDonald           | Mino Caprio         |
| Capitano Gantu                | Kevin Michael Richardson | Glauco Onorato      |
| Dott. Jacques Von Hamsterviel | Jeff Bennett             | Fabrizio Vidale     |
| Reuben                        | Rob Paulsen              | Franco Mannella     |
| Presidentessa del Consiglio   | Zoe Caldwell             | Paola Tedesco       |